# 小山台
小山台（こやまだい）は、東京都品川区の町名。現行行政地名は小山台一丁目および小山台二丁目。住居表示実施済区域。郵便番号142-0061（集配局 : 荏原郵便局）。

## 地理
品川区の北西部に位置する。町域西北部は目黒区目黒本町に、北部は目黒区下目黒に、東部は品川区西五反田に、南部は東急目黒線の線路の部分に接し、これを境に品川区小山に接する。町域内をかむろ坂通りが通り、主に住宅地として利用される。二丁目の北部は東京都立林試の森公園の一部となっている。

## 世帯数と人口
2023年（令和5年）1月1日現在（東京都発表）の世帯数と人口は以下の通りである。
| 丁目         | 世帯数    | 人口    |
| ------------ | --------- | ------- |
| 小山台一丁目 | 2,777世帯 | 4,808人 |
| 小山台二丁目 | 422世帯   | 846人   |
| 計           | 3,199世帯 | 5,654人 |

### 人口の変遷
国勢調査による人口の推移。
| 年                 | 人口  |
| ------------------ | ----- |
| 1995年（平成7年）  | 6,481 |
| 2000年（平成12年） | 6,094 |
| 2005年（平成17年） | 6,043 |
| 2010年（平成22年） | 6,372 |
| 2015年（平成27年） | 5,685 |
| 2020年（令和2年）  | 5,708 |

### 世帯数の変遷
国勢調査による世帯数の推移。
| 年                 | 世帯数 |
| ------------------ | ------ |
| 1995年（平成7年）  | 2,779  |
| 2000年（平成12年） | 2,833  |
| 2005年（平成17年） | 2,998  |
| 2010年（平成22年） | 3,258  |
| 2015年（平成27年） | 3,131  |
| 2020年（令和2年）  | 3,157  |

## 学区
区立小・中学校に通う場合、学区は以下の通りとなる（2020年4月時点）。
| 丁目         | 番地                                              | 小学校                 | 中学校                 |
| ------------ | ------------------------------------------------- | ---------------------- | ---------------------- |
| 小山台一丁目 | 32番1〜3号、6〜7号 32番19〜20号 33番5〜12号、14号 | 品川区立第四日野小学校 | 品川区立荏原第一中学校 |
| 小山台一丁目 | その他                                            | 品川区立小山台小学校   | 品川区立荏原第一中学校 |
| 小山台二丁目 | 全域                                              | 品川区立小山台小学校   | 品川区立荏原第一中学校 |

| 丁目         | 番地                             | 小学校                 | 中学校                 |
| ------------ | -------------------------------- | ---------------------- | ---------------------- |
| 小山台一丁目 | 32番1〜7号、19〜20号 33番5〜14号 | 品川区立第四日野小学校 | 品川区立荏原第一中学校 |
| 小山台一丁目 | その他                           | 品川区立小山台小学校   | 品川区立荏原第一中学校 |
| 小山台二丁目 | 全域                             | 品川区立小山台小学校   | 品川区立荏原第一中学校 |

## 交通

### 鉄道
町域内に鉄道駅は置かれていないが、南方に東急目黒線・武蔵小山駅がある。東部では隣の不動前駅も利用できる。両駅の間は途中で地下となる。

## 施設
- 品川区立小山台小学校
- 東京都立林試の森公園 - 敷地の南西側が町域内にあたる。
- 小山台公園
- 小山台東公園
- 小山台一丁目防災広場
- りんし21区民集会所
- 品川区立小山台保育園
- 目黒信用金庫不動前支店

### 現存しない施設
- 財務省小山台住宅[13]
- 農林水産省峰友寮[13]
- 都営小山台民生住宅[13]

## 産業

### 事業所
2021年（令和3年）現在の経済センサス調査による事業所数と従業員数は以下の通りである。
| 丁目         | 事業所数  | 従業員数 |
| ------------ | --------- | -------- |
| 小山台一丁目 | 90事業所  | 684人    |
| 小山台二丁目 | 11事業所  | 45人     |
| 計           | 101事業所 | 729人    |

### 事業者数の変遷
経済センサスによる事業所数の推移。
| 年                 | 事業者数 |
| ------------------ | -------- |
| 2016年（平成28年） | 105      |
| 2021年（令和3年）  | 101      |

### 従業員数の変遷
経済センサスによる従業員数の推移。
| 年                 | 従業員数 |
| ------------------ | -------- |
| 2016年（平成28年） | 571      |
| 2021年（令和3年）  | 729      |